# Bokoshe
Bokoshe és un poble dels Estats Units a l'estat d'Oklahoma. Segons el cens del 2000 tenia 450 habitants.

## Demografia
Segons el cens del 2000, Bokoshe tenia 450 habitants, 174 habitatges, i 121 famílies. La densitat de població era de 327,8 habitants per km².
Dels 174 habitatges en un 33,3% hi vivien nens de menys de 18 anys, en un 55,7% hi vivien parelles casades, en un 12,1% dones solteres, i en un 29,9% no eren unitats familiars. En el 27% dels habitatges hi vivien persones soles el 16,1% de les quals corresponia a persones de 65 anys o més que vivien soles. El nombre mitjà de persones vivint en cada habitatge era de 2,59 i el nombre mitjà de persones que vivien en cada família era de 3,11.
Per edats la població es repartia de la següent manera: un 27,6% tenia menys de 18 anys, un 6,2% entre 18 i 24, un 27,8% entre 25 i 44, un 21,8% de 45 a 60 i un 16,7% 65 anys o més.
L'edat mediana era de 36 anys. Per cada 100 dones de 18 o més anys hi havia 89,5 homes.
La renda mediana per habitatge era de 21.250 $ i la renda mediana per família de 29.375 $. Els homes tenien una renda mediana de 26.250 $ mentre que les dones 17.813 $. La renda per capita de la població era d'11.100 $. Entorn del 18,2% de les famílies i el 27,9% de la població estaven per davall del llindar de pobresa.

## Poblacions més properes
El següent diagrama mostra les poblacions més properes.